# 会川路
会川路，元朝时设置的路。
至元十四年（1277年）改大理会川府置，治所在武安州（今四川省会理县南）。属云南等处行中书省罗罗斯宣慰司。辖境相当今四川省会东、会理等县。明朝洪武十五年（1382年）又改为府。